# Beckiella garciai
Beckiella garciai är en kvalsterart som beskrevs av Balogh och Sandór Mahunka 1979. Beckiella garciai ingår i släktet Beckiella och familjen Dampfiellidae. Inga underarter finns listade.